# Walter Renner (Psychologe)
Walter Renner (* 6. September 1956 in Innsbruck; † 18. Oktober oder 19. Oktober 2018 in Wien) war ein österreichischer Psychologe und Universitätsdozent.

## Werdegang
Renner maturierte 1974 im humanistischen Gymnasium in Innsbruck. 1982 erfolgte seine Promotion zum Dr. phil. in der Studienrichtung Psychologie mit Auszeichnung in allen Rigorosen an der Universität Innsbruck. Im Anschluss nahm er eine einjährige Tätigkeit bei Professor H. J. Eysenck an der Londoner Universität auf. Er war als Verkehrspsychologe für das Kuratorium für Verkehrssicherheit tätig und absolvierte bei der AVM die psychotherapeutische Ausbildung, wo er auch den Status eines Lehrtherapeuten erreichte. Zudem erreichte er die Qualifikation als Klinischer Psychologe und Gesundheitspsychologe.
Er lehrte seit der Einführung des Psychologiestudiums 1999 an der Alpen-Adria-Universität Klagenfurt, im Jahr 2005 erfolgte dort seine Habilitation im Gesamtfach Psychologie. Er war Initiator zahlreicher FWF Förderprojekte. Von 2012 bis 2013 hatte er die – zeitlich befristete – Position eines Universitätsprofessors für Klinische Psychologie, Gesundheitspsychologie und Psychotherapie an der Alpen-Adria-Universität inne. Danach verlagerte er seinen Wohnsitz nach Wien. Er wurde zum Professor für Klinische Psychologie an der Paneuropäischen Universität in Bratislava berufen. Diese Position hatte er bis zu seinem Tode inne. Er baute eine psychotherapeutische Praxis auf und widmete seinen Forschungsschwerpunkt dem Neurofeedback.
Als Universitätsdozent war er an der Sigmund Freud Privatuniversität und den Universitäten Salzburg, Innsbruck und Klagenfurt tätig. An der Österreichischen Akademie für Psychologie (AAP) lehrte er im Rahmen der Berufsausbildung Klinische Psychologie und Gesundheitspsychologie. Als Kulturpsychologe war er über die Grenzen Österreichs hinaus tätig, so auch z. B. als Dissertationsbetreuer an der University of Nicosia in Zypern. An der Fachhochschule Kärnten wurde er zum wissenschaftlichen Lehrgangsleiter für den Masterlehrgang Klinische- und Gesundheitspsychologie bestellt. Seine Expertise stellte er in mehreren Gremien, wie dem Psychologenbeirat und dem Psychotherapiebeirat des österreichischen Gesundheitsministeriums, zur Verfügung. Im Jahr 2018 verstarb Renner nach kurzer, schwerer Krankheit im Alter von 62 Jahren in einem Wiener Krankenhaus.